# Johan Håstad
Johan Håstad (*19 de noviembre de 1960) es un informático teórico sueco, conocido principalmente por su trabajo en complejidad computacional. Es profesor de ciencias de la computación en el Instituto Real de Tecnología, en Estocolmo, desde 1992. Además forma parte de la Real Academia de las Ciencias de Suecia desde 2001.
Obtuvo su B.S. en matemáticas en la Universidad de Estocolmo en 1981, su Master en matemáticas en la Universidad de Upsala en 1984, y su PhD en matemáticas en el MIT, en 1986.
Håstad ha recibido, entre otros premios, el Premio Gödel en 1994 y el Doctoral Dissertation Award otorgado por la ACM en 1986.
Entre sus trabajos más destacados están los relacionados con encontrar mayorantes en circuitos booleanos.